# Mauricio en los Juegos Olímpicos de Seúl 1988
Mauricio estuvo representado en los Juegos Olímpicos de Seúl 1988 por ocho deportistas, seis hombres y dos mujeres, que compitieron en cinco deportes.
El portador de la bandera en la ceremonia de apertura fue el luchador Navind Ramsaran. El equipo olímpico mauriciano no obtuvo ninguna medalla en estos Juegos.